# Platycolaspis
Platycolaspis es un género de insecto coleóptero de la familia Chrysomelidae.

## Especies
- Platycolaspis alpina Reid, 1994
- Platycolaspis australis Jacoby, 1908
- Platycolaspis lamingtonensis Reid, 1994
- Platycolaspis mcquillani Reid, 1994
- Platycolaspis pubescens Reid, 1994